# Richard Moiseyevich Burgin
Richard Moiseyevich Burgin   (Varsòvia, 11 d'octubre de 1892 - Gulfport, 29 d'abril de 1981) va ser un violinista i director d'orquestra nord-americà d'origen polonès. Marit de la violinista Ruth Posselt, pare dels escriptors Diana Burgin i Richard Burgin.

## Biografia
Nascut a Varsòvia en la família de Moses (Movsha) Burgin i Raska Krzyzhovskaya, que es van casar el mateix any. Va estudiar primer a Varsòvia amb Isidor Lotto, després amb Joseph Joachim a Berlín (1906), més tard es va traslladar amb el seu pare a Nova York, tocant a l'orquestra d'Arnold Wolpe. El 1908-1912. va estudiar amb Leopold Auer al Conservatori de Sant Petersburg. El 2 d'agost de 1912, a Varsòvia, es va casar amb Gitlya Shlemovna Borshch (d'Elisavetgrad, óblast de Kherson), coneguda més tard com Henrietta Borsh.
Després de graduar-se al conservatori, juntament amb la seva primera dona, la pianista Henrietta Borsch, va anar a Hèlsinki, on va treballar a l'orquestra sota la direcció de Georg Schnéevoigt; el 1914-1916 concertino de l'Orquestra Filharmònica de Hèlsinki. El 1916-1918. Concertmaster de l'Orquestra Filharmònica d'Estocolm, també sota la direcció de Schnéevoigt, el va seguir el 1919 a la recent creada Orquestra Filharmònica d'Oslo. També va actuar al capdavant del quartet de corda que va crear i com a solista, especialment en la interpretació del concert per a violí de Jean Sibelius.

El 1920, va ser recomanat per Schnéevoigt a Pierre Monteux, que va assumir el càrrec de director en cap de l'Orquestra Simfònica de Boston, i fins al 1962 va ocupar el càrrec de primer concertino d'aquesta orquestra; des de 1927 també ajudant de direcció. Durant la seva etapa amb l'orquestra, va dirigir 308 dels seus concerts. Es va destacar el paper insubstituïble de Burgin, que tenia una memòria i una formació professional fenomenals, en interacció amb el director de l'orquestra Serge Koussevitzky, el punt fort del qual era més aviat un temperament artístic. També va actuar amb l'orquestra com a solista, per primera vegada el 20 de març de 1921 (amb un concert per a violí d'Alexander Glazunov), aconseguint l'aprovació del crític del The New York Times, que va qualificar a Burgin de
"mestre del seu instrument", tant en el to com en la tècnica, completament ric en interpretar totes les complexitats de l'obra i estar completament imbuït del seu esperit."
Durant el seu període de Boston, Burgin també va dirigir un quartet de corda, va impartir classes al Conservatori de Nova Anglaterra i durant algun temps va dirigir el departament de corda. Des de 1959, també ensenya a la Universitat de Boston. A les dues institucions educatives, Burgin va dirigir orquestres d'estudiants. A més, el 1952-1956. Burgin va combinar el treball a Boston amb la direcció de l'Orquestra Simfònica de Portland. Després de deixar Boston poc abans del seu 70è aniversari, Burgin es va traslladar a Florida, on va ensenyar durant un temps a la Universitat de Florida i també va dirigir un quartet en el qual també tocava la seva dona, Ruth Posselt. Després de la mort de Burgin, la seva filla Diana Burgin va publicar un poema narratiu: Richard Burgin. A Life in Verse. - una biografia de ficció del seu pare.